# A7 (Italië)
De A7 is een autosnelweg in het noorden van Italië die de steden Milaan en Genua met elkaar verbindt. Het traject Genua - Serravalle werd op 29 oktober 1935 opgeleverd, het traject tussen Serravalle en Milaan kwam op 25 juni 1960 gereed. 

## Geschiedenis

### Camionale
In het eerste deel van de 20e eeuw bleek de Napoleontische weg over de Giovipas, die in 1928 onder beheer van het Azienda Autonoma Statale della Strada (AASS) kwam, niet langer toereikend om de groeiende stroom vrachtauto's tussen de haven van Genua en de Povlakte te verwerken. De Italiaanse regering, onder leiding van het fascistische regime van dictator Benito Mussolini, gaf daarom op 10 februari 1932 aan de prefect van Genua de opdracht tot de aanleg van een autoweg naar Milaan en Turijn die een grote hoeveelheid zwaar verkeer moest kunnen verwerken. De weg moest, gegeven het terrein, de kortst mogelijke gunstigste route volgen zonder gelijkvloerse kruisingen met andere wegen. Ingenieur Giovanni Pini werd aangesteld als projectleider voor de weg tussen de haven van Genua en Serrevalle Scrivia, aan de zuidrand van de Po-vlakte, die Autocamionale Genova-Valle del Po of kortweg Camionale werd genoemd om de functie voor het vrachtverkeer te benadrukken. 
De weg werd ontworpen met een 10,5 m brede rijbaan met twee rijstroken, een voor elke richting.
Het tracé werd opgedeeld in 22 wegvakken die door zestien gespecialiseerde bedrijven werden gerealiseerd. Daarnaast waren nog 12 bedrijven betrokken voor de verlichting en systemen. Bijna 30.000 werknemers werden in de loop der tijd ingezet voor de aanleg van de autoweg, goed voor in totaal 4,5 miljoen werkdagen. Vanwege het tracé door de bergen en de kruisingen met bestaande spoorlijnen en wegen waren de bouwkosten veel hoger dan die van andere autowegen uit dezelfde periode.
Het traject Genua-Serravalle werd op 29 oktober 1935 geopend door koning Vittorio Emanuele III en verving de provinciale weg 35 dei Giovi als de snelste route tussen de Ligurische hoofdstad aan zee en de steden Milaan en Turijn. AASS werd de beheerder van de weg.

### Autostrada
In 1951, zes jaar na het einde van de Tweede Wereldoorlog en de terugkeer van de democratie in Italië, werd door lokale overheden (gemeenten en provincies) en de Kamers van Koophandel van Como, Genua, Milaan en Pavia, het bedrijf Milano-Serravalle opgericht met als doel de Camionale dei Giovi aan de noordkant door te trekken naar de hoofdstad van Lombardije.
In 1956 keurde ANAS het door de onderneming voorgestelde snelwegproject goed. Het project was enerzijds gericht op het verbinden van Milaan met de Ligurische Rivièra en anderzijds op het doortrekken van de weg ten noorden van Milaan die verbindingen met Noord-Europa tot aan Amsterdam, via Zwitserland en Duitsland mogelijk zou maken.
Het begin van de bouw werd ingeluid met een ceremonie op 29 september 1956 in Tortona waarbij in aanwezigheid van de minister van openbare werken, Giuseppe Romita, de eerste steen werd gelegd. Deze weg werd meteen gebouwd als autosnelweg met gescheiden rijbanen. Het gedeelte tussen Serravalle en Tortona werd op 26 juli 1958 in gebruik genomen, terwijl het laatste gedeelte, tussen Tortona en Milaan, op 25 juni 1960 werd geopend door de Italiaanse president, Giovanni Gronchi.

### Verdubbeling van het gedeelte Genua-Serravalle
In 1958 werd besloten om ook de Camionale te voorzien van gescheiden rijbanen en daarmee een volwaardige autosnelweg tussen Milaan en Genua te realiseren. Hiertoe werd in juli 1962 begonnen met de bouw van de oostelijke rijbaan met behulp van grote kunstwerken zoals tunnels en viaducten. Deze nieuwe rijbaan volgt een rechter tracé dan de westelijke rijbaan die overeenkomt met de oude Camionale uit de fascistische tijd. Dit betekent dat de route van Genua naar Milaan korter is dan die van Milaan naar Genua, waarop de officiële kilometermeting is gebaseerd. In juli 1965 was de oostelijke rijbaan gereed en sindsdien rijdt het verkeer naar het noorden over de oostelijke rijbaan en dat richting Genua over de westelijke rijbaan.
Op 25 augustus 1965 werd een verhoogde snelweg langs de haven van Genua geopend die op 18 maart 1967 via de tolpoort van Genua op de A7 werd aangesloten. Op 4 september 1967 opende de Italiaanse president het Polceveraviaduct waarmee de A10 op de A7 werd aangesloten. Op 18 december 1967 werd ook de aansluiting tussen de A12 en de A7 in gebruik genomen.

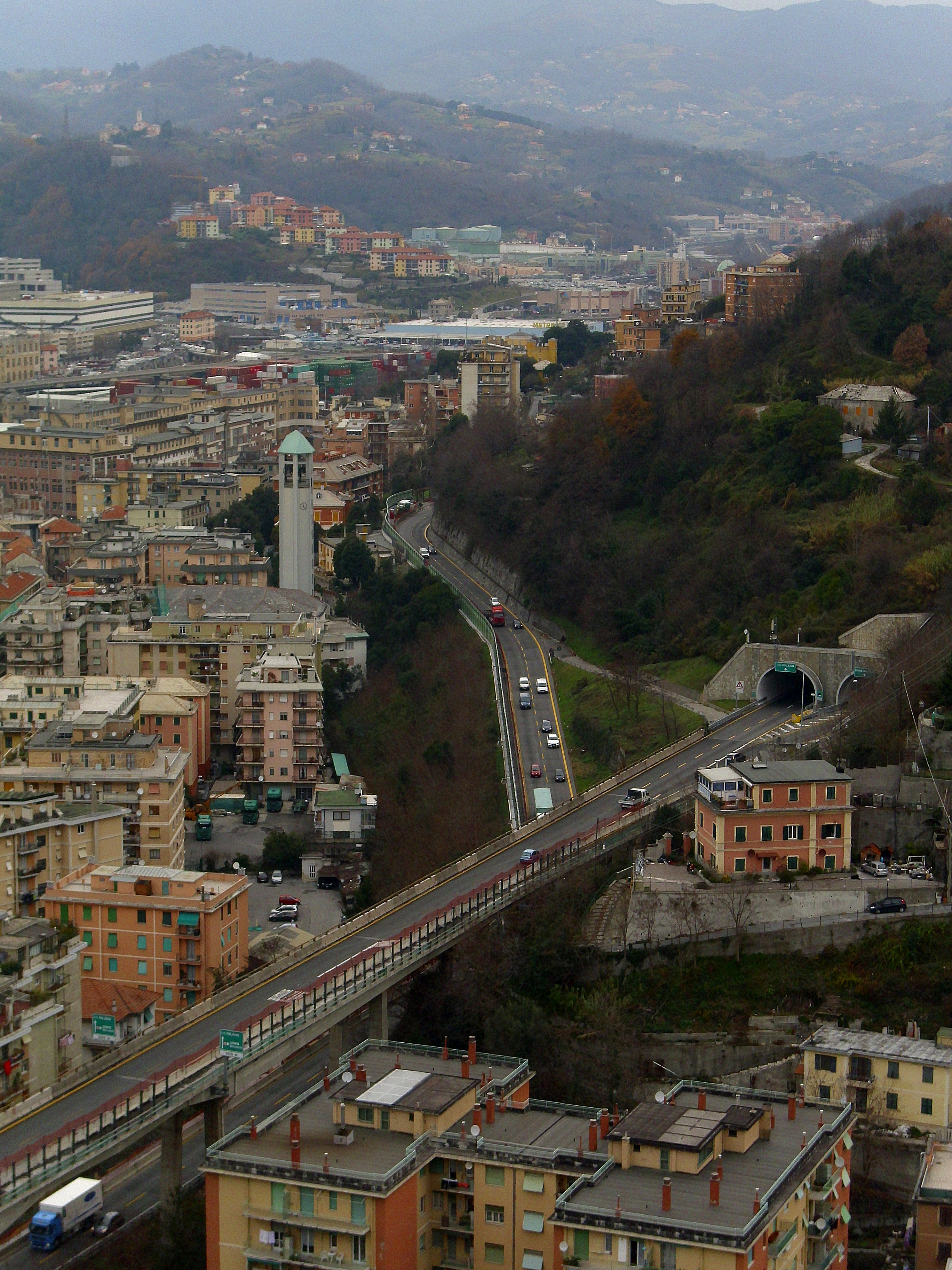
De autostrada bij Genova Bolzaneto, hier is goed te zien dat de verschillende rijrichtingen een eigen tracé volgen

### Verdere ontwikkelingen
In 1987 werd de directe verbinding tussen de A7 en de A21 Turijn-Piacenza-Brescia voltooid, met de gelijktijdige sluiting van de tolpoort voor de A21 bij Tortona. Voordien kruisten de twee snelwegen elkaar via een viaduct zonder dat ze met elkaar verbonden waren. Om van de ene naar de andere te wisselen, moest men bij de tolpoort van Tortona van de ene weg afslaan, een stuk gewone weg volgen en door de andere tolpoort de andere weg oprijden. In 1999 werd de tolpoort van Tortona voor de A7 verplaatst en dichter bij het knooppunt zelf herbouwd.
De twee kilometer (1,9 km om precies te zijn) tussen Via del Mare en de Piazza Maggi in Milaan werden later toegevoegd en worden nog steeds niet met een nummer aangeduid, maar met de letters A en B. Dit deel van de A7 wordt door de concessiehouders aangeduid als de R35 A7-Piazza Maggi-verbinding.

## Routebeschrijving van noord naar zuid
De snelweg begint in Milaan met de verhoogde toeritten op de Piazza Maggi, vlakbij het metrostation Famagosta, waar ook een grote parkeer en reis garage ligt. De eerste paar kilometer vormen het stedelijke deel van de A7, dat via opritten zonder tolpoort aansluit op de hoofdwegen en gratis te gebruiken is tot aan de tolpoort Milano Ovest, gelegen in de gemeente Assago bij de kruising met de westelijke ringweg (A50), waar de tol begint. De eerste afslag ten zuiden van het tolplein is Binasco.
Het tweede deel van de route loopt door de provincie Pavia en volgt een vrijwel rechte lijn die een groot deel van Lomellina doorkruist. Hier liggen de afritten Bereguardo, Gropello Cairoli en Casei Gerola en de bruggen over de Ticino en de Po. De grens tussen Lombardije en Piëmont, tevens de provincie grens tussen Pavia en Alessandria, ligt vlak ten zuiden van Casei Gerola. 
Bij Tortona ligt het knooppunt van de A7 met de A21 (Turijn-Piacenza-Brescia), en ongeveer 10 km zuidelijker de afslag Predosa-Bettole naar de snelweg A26 (Genua Voltri-Gravellona Toce). Hier eindigt de driebaansweg en begint de tweebaansweg in beide richtingen. Tot 2008 had het gedeelte tussen de Po-brug en Tortona ook twee rijstroken in beide richtingen, maar nu is het volledig driebaans tot aan de kruising met de A26.
Na de afrit Vignole Borbera/Arquata Scrivia (met name bij km 93+400) begint de bergroute, die via de Giovi-pas Ligurië binnenloopt. Het laatste stuk van de snelweg slingert bergafwaarts richting Genua en volgt de contouren van het landschap, met talloze tunnels en veel scherpe bochten. Een bijzonderheid van dit deel van de snelweg is dat de twee rijbanen bijna nooit parallel lopen. De rijbaan die richting Genua afdaalt is de Camionale uit de jaren 30 van de twintigste eeuw die veel bochtiger is dan de rijbaan naar het noorden, die ongeveer dertig jaar later werd aangelegd. Na twee knooppunten, waar de A12 naar Livorno begint, gevolgd door de A10 naar Ventimiglia, eindigt de snelweg in de Ligurische hoofdstad in de wijk Sampierdarena, vlakbij de haven, en sluit hij direct aan op het Aldo Moro viaduct.